# Alpaida anchicaya
Alpaida anchicaya Levi, 1988 è un ragno appartenente alla famiglia Araneidae.

## Etimologia
Il nome della specie si riferisce alla località colombiana di rinvenimento: la centrale idroelettrica di Anchicayá

## Caratteristiche
L'olotipo femminile rinvenuto ha dimensioni: cefalotorace lungo 1,23mm, largo 0,91mm; il primo femore misura 1,36mm e la patella e la tibia circa 1,53mm.

## Distribuzione
La specie è stata rinvenuta nella Colombia occidentale nei pressi della centrale idroelettrica di Anchicayá, nel dipartimento di Valle del Cauca.

## Tassonomia
Al 2014 non sono note sottospecie e dal 1988 non sono stati esaminati nuovi esemplari.